# Sigma Sound Studios
Les Sigma Sound Studios sont un ancien studio d'enregistrement américain situé à Philadelphie, en Pennsylvanie.

## Histoire
L'ingénieur du son Joseph Tarsia fonde les Sigma Sound Studios en 1968 à l'adresse 212 North 12th Street, Philadelphie. Ils sont étroitement liés au développement du genre Philadelphia soul dans les années 1970 et servent de base à la maison de disques indépendante Philadelphia International Records, fondée par Kenny Gamble et Leon Huff en 1971. Leur succès donne lieu à l'ouverture de nouveaux studios à New York, également appelés Sigma Sound Studios, en 1977.

## Liste d'albums enregistrés aux Sigma Sound Studios

### Philadelphie
- A Brand New Me (en) de Dusty Springfield (1970)
- Ebony Woman (en) de Billy Paul (1970)
- Wilson Pickett in Philadelphia (en) de Wilson Pickett (1970)
- Going East (en) de Billy Paul (1971)
- Gonna Take a Miracle (en) de Laura Nyro (1971)
- The Stylistics (en) des Stylistics (1971)
- Back Stabbers des O'Jays (1972)
- 360 Degrees of Billy Paul (en) de Billy Paul (1972)
- Drowning in the Sea of Love (en) de Joe Simon (en) (1972)
- Armed and Extremely Dangerous (en) de First Choice (en) (1973)
- I'm Coming Home (en) de Johnny Mathis (1973)
- I'm Doin' Fine Now (en) de New York City (1973)
- Spinners (en) des Spinners (1973)
- There's No Me Without You (en) des Manhattans (1973)
- War of the Gods (en) de Billy Paul (1973)
- Be Thankful for What You Got (en) de William DeVaughn (1974)
- Bingo (en) des Whispers (1974)
- The Player (en) de First Choice (en) (1973)
- Soulful Road (en) de New York City (1974)
- That's How Much I Love You (en) des Manhattans (1974)
- Brazil... de The Ritchie Family (1975)
- Got My Head on Straight (en) de Billy Paul (1975)
- The Legendary Zing Album (en) des Trammps (1975)
- My Way (en) de Major Harris (1975)
- To Be True (en) de Harold Melvin and the Blue Notes (1975)
- Trammps (en) des Trammps (1975)
- Wake Up Everybody (en) de Harold Melvin and the Blue Notes (1975)
- When Love Is New (en) de Billy Paul (1975)
- Young Americans de David Bowie (1975)
- Arabian Nights de The Ritchie Family (1976)
- Disco Inferno des Trammps (1976)
- The Jacksons des Jacksons (1976)
- One for the Money (en) des Whispers (1976)
- So Let Us Entertain You (en) de First Choice (en) (1976)
- Where the Happy People Go (en) des Trammps (1976)
- Goin' Places des Jacksons (1977)
- Life Is Music de The Ritchie Family (1977)
- Lifeline de Roy Ayers (1977)
- Loleatta (en) de Loleatta Holloway (1977)
- The Trammps III (en) des Trammps (1977)
- Cruisin' des Village People (1978)
- Let's Do It (en) de Roy Ayers (1978)
- Macho Man des Village People (1978)
- Queen of the Night (en) de Loleatta Holloway (1978)
- Tiger Love (en) de Ray Simpson (en) (1978)
- You Send Me (en) de Roy Ayers (1978)
- Fever (en) de Roy Ayers (1979)
- Here's My Love (en) de Linda Clifford (1979)
- Journey Through the Secret Life of Plants de Stevie Wonder (1979)
- Loleatta Holloway (en) de Loleatta Holloway (1979)
- Love Talk (en) des Manhattans (1979)
- The Whole World's Dancing (en) des Trammps (1979)
- After Midnight (en) des Manhattans (1973)
- Love Fantasy (en) de Roy Ayers (1980)
- Love Sensation (en) de Loleatta Holloway (1980)
- Mixin' It Up (en) des Trammps (1980)
- Remain in Light de Talking Heads (1980)
- Africa, Center of the World (en) de Roy Ayers (1981)
- Pieces of a Dream (en) de Pieces of a Dream (en) (1981)
- Cupid's in Fashion (en) du Average White Band (1982)
- Feeling Good (en) de Roy Ayers (1982)
- Time Out of Mind (en) de Grover Washington Jr. (1989)
- Beautifully Human: Words and Sounds Vol. 2 de Jill Scott (2004)

### New York
- Gaucho de Steely Dan (1980)
- Remain in Light de Talking Heads (1980)
- My Life in the Bush of Ghosts de David Byrne et Brian Eno (1981)
- Madonna de Madonna (1983)
- Speaking in Tongues de Talking Heads (1983)
- Little Creatures de Talking Heads (1985)
- Book of Love de Book of Love (1986)
- Bouncing off the Satellites des B-52's (1986)
- True Stories de Talking Heads (1986)
- Siesta de Miles Davis et Marcus Miller (1987)
- Songs for Drella de John Cale et Lou Reed (1990)